# Radiotelevisió de Kosovo
Radiotelevisió de Kosovo (en albanès, Radiotelevizioni i Kosovës; en serbi, Radio Televizija Kosova) és l'empresa de radiodifusió pública de Kosovo.
Va ser creada en 1999 per la Missió d'Administració Provisional de les Nacions Unides (UNMIK) i des de 2008 està gestionada pel govern de Kosovo. Aquesta controla dues emissores de ràdio i dos canals de televisió, i la seva programació cobreix els idiomes oficials del país (albanès i serbi), així com les minories lingüístiques.

## Història

Logotip de Radiotelevisió Pristina.

Durant el temps que va existir la República Federal Socialista de Iugoslàvia, els kosovars (en aquella època una província autònoma de Sèrbia) van tenir els seus propis serveis de radiodifusió pública, integrats en la Radiotelevisió Iugoslava. En 1945 es va crear Ràdio Pristina, mentre que la televisió va començar a emetre el 26 de novembre de 1975. Tota la programació s'emetia en albanès, serbocroat i turc.
Radiotelevisió Pristina va seguir funcionant fins a 1992. Amb l'arribada al poder de Slobodan Milošević, el govern de Sèrbia va centralitzar els serveis de radiodifusió de les províncies autònomes en un sol ens de nova creació, Radio-Televizija Srbije, amb seu a Belgrad.
La intervenció de l'OTAN en la Guerra de Kosovo va propiciar canvis en el servei. La Missió d'Administració Provisional de les Nacions Unides a Kosovo (UNMIK) i l'Organització per a la Seguretat i la Cooperació a Europa (OSCE) van proposar a la Unió Europea de Radiodifusió la creació d'una radiodifusora pública i independent per a la regió. El setembre del 1999 van començar les emissions de «Radiotelevisió de Kosovo» (Radio Televizioni i Kosovës, RTK), amb un senyal d'emergència de dues hores al dia. Setmanes després es va recuperar l'antiga Ràdio Pristina, integrada en la nova empresa sota el nom de Radi Kosova. Aquest mateix any les Nacions Unides, gràcies a una donació del govern japonès, van engegar l'emissora Radio Blue Sky, amb caràcter multiètnic i dirigida a la joventut.

Seu de RTK a Pristina.

El novembre de 2000, la televisió de RTK va estendre la seva programació a quatre hores diàries, on s'incloïen informatius en serbi i en turc. Encara que els emissors van quedar molt danyats pels bombardejos de l'OTAN, el senyal podia sintonitzar-se per ones hertzianes, satèl·lit i internet. La UNMIK va asseure les bases de la radiodifusora amb una regulació específica (2001/13), en la qual es va definir un «servei públic i independent, dirigit per una Taula Directiva no influenciada políticament», així com el seu finançament a través d'un impost directe que va començar a recaptar-se en 2003. A més, almenys un 26 % de la programació havia de centrar-se en les minories ètniques del país: serbis, turcs, bosnians i romanís.
El govern de Kosovo va assumir el control de RTK el febrer de 2008, mes en què es va produir la declaració d'independència. Durant aquest temps es va treballar a ampliar la cobertura de la radiodifusora i, encara que no pot ser membre actiu de la Unió Europea de Radiodifusió perquè no està en la Unió Internacional de Telecomunicacions, manté acords amb altres països per a l'intercanvi de programes. En 2013 es va crear un segon canal de televisió dirigit a les minories ètniques, mentre que RTK 1 va assumir una oferta generalista en albanès.

## Serveis

### Ràdio
- Radio Kosova 1: Emissora generalista i informativa, la major part de la seva programació és en albanès. Es va engegar en 1999.
- Ràdio Kosova 2: Emissora dirigida al públic jove, amb espais musicals. Creada en 1999 com a Radio Blue Sky.

### Televisió
- RTK 1: Ofereix una programació generalista en idioma albanès, amb alguns espais en serbi. Va ser fundada en 1999. És també el senyal internacional de l'ens públic.
- RTK 2: Es va crear en 2013 i la seva programació és majoritàriament en idioma serbi. Emet alguns espais en llengües minoritàries.
- RTK 3: Canal informatiu, llançat en 2014.
- RTK 4: Canal d'arts i cultura, llançat en 2014.[3]